# Octagón
Juan Carlos López Escalera (nacido el 27 de marzo de 1961) es un luchador profesional y actor mexicano conocido por su nombre artístico Octagón. A lo largo de su carrera, ha trabajado en el Consejo Mundial de Lucha Libre (CMLL) y en la Asistencia Asesoría y Administración (AAA) desde 1992 (el año que se formó la empresa) hasta su salida en 2014.

## Carrera

### Primeros años (1981-1988)
Al crecer, Octagón se interesó principalmente en las artes marciales y obtuvo un cinturón negro en Shotokan Karate. Veía la lucha libre profesional solo como un pasatiempo. Esto cambió cuando conoció a Raúl Reyes, un exluchador profesional del área de Veracruz. Reyes convenció a Octagón de que sus habilidades en las artes marciales podrían ayudarlo a ganarse la vida como luchador profesional. Después de aprender lo básico, debutó en diciembre de 1981 como "Dragón Dorado". Poco después, cambió de personaje y se hizo conocido como "La Amenaza Elegante" en 1982. No tuvo mucho éxito como La Amenaza Elegante, aunque logró obtener un contrato con la promoción de lucha libre más grande de México y la más antigua del mundo, el Consejo Mundial de Lucha Libre (CMLL).

### Consejo Mundial de Lucha Libre (1989-1992)
Octagón se dio a conocer a  finales de 1988 y principios de 1989, Octagón,  Su nombre se inspiró en la película The Octagon protagonizada por Chuck Norris, un Ninja mexicano completo con ropa negra y una máscara en blanco y negro que incorporaba una diadema roja. El truco de Octagón también jugó con trucos de Karate anteriores en Lucha Libre como Kung Fu y Kato Kung Lee. El personaje de Octagón fue un éxito entre los fanáticos, especialmente los fanáticos más jóvenes que le ganaron a Octagón el sobrenombre de "El ídolo de Los niños".
Octagón se involucró mucho en organizaciones benéficas que beneficiaban a los niños, algo más que lo hizo popular entre los fanáticos más jóvenes. A principios de 1991, Dave Meltzer dijo que Octagon era la estrella más popular en México en ese momento, gracias en gran parte a su tiempo en Galavisión. Su popularidad se reflejó en la decisión de CMLL de darle una carrera con el Campeonato Nacional de Peso Medio, derrotando a Emilio Charles Jr. por el título el 20 de noviembre de 1991.
Octagón comenzó a hacer equipo con Atlantis, formando un dúo tan popular que pasarían a protagonizar la película La Fuerza Bruta en 1991 y Octagón Y Atlantis; La Revancha en 1992. También protagonizó otra película con Máscara Sagrada llamada Octagón y Mascara Sagrada, lucha a muerte. El equipo de Octagón, Atlantis y Máscara Sagrada fue apodado "Los Movie Stars" y fueron reservados para ganar el Campeonato Nacional de Tríos de un equipo llamado "Los Thundercats" (inspirado en la serie animada ThunderCats) en 1991. El equipo pudo siguen siendo campeones solo hasta el 11 de agosto de 1991, cuando los Capos (el equipo de Cien Caras, Máscara Año 2000 y Universo 2000) tomaron el relevo. El éxito de Octagón tanto en el ring como en la pantalla de cine fue recibido con críticas de varios luchadores establecidos como Mil Máscaras y Canek, quienes se refirieron a Octagón como "Muchachito" en un tono despectivo.

### Asistencia Asesoría y Administración (1992-2014)
Cuando Antonio Peña dejó CMLL y creó Asistencia Asesoría y Administración (AAA) en 1992, Octagón fue uno de los luchadores de CMLL que se fue con Peña, manteniéndose leal al hombre que ayudó a crear su personaje de lucha libre. En AAA, Octagón se emparejó rápidamente con El Hijo del Santo para formar lo que se convertiría en el mejor equipo de la empresa. El dúo se asoció con el veterano Villano III en el evento inaugural de Triplemania para derrotar a Fuerza Guerrera, Heavy Metal y Rambo.
El equipo de Octagón e Hijo del Santo se enfrentó al grupo conocido como Los Gringos Locos, especialmente a Eddy Guerrero y Love Machine que eran los dos principales protagonistas del grupo. La historia comenzó a fines de 1993 y rápidamente hizo que los dos equipos se enfrentaran en un combate para coronar a los primeros Campeones Mundiales en Parejas de AAA/IWC. Octagón y El Hijo del Santo fueron elegidos para ser los primeros campeones y el 5 de noviembre de 1993 derrotaron a Guerrero y Love Machine.
La rivalidad pronto se amplió para ver a Octagón y El Hijo del Santo trabajando con otros miembros de Gringos Locos como Black Cat. El 26 de abril de 1994, Octagón e Hijo del Santo se unieron a Perro Aguayo para derrotar a Guerrero, Love Machine y Black Cat en Triplemania II. Cuatro días después de que Triplemanía Octagón se convirtiera en doble campeón al recuperar el Campeonato Nacional de Peso Medio de manos de Blue Panther; Panther se había llevado el título cuando saltó a AAA. Poco más de dos semanas después, Octagón y El Hijo del Santo fueron elegidos para formar equipo con Jushin Thunder Liger y Tiger Mask III, dos luchadores japoneses que hacen una aparición especial en México. El equipo de cuatro hombres ganó su partido en Triplemania II contra La Parka, Psicosis, Blue Panther y Eddy Guerrero.
A finales de mayo de 1994, Octagón perdió el título nacional mexicano de peso mediano, pero no de la manera tradicional. En lugar de perder el título en el ring, la rivalidad fue que Octagón estaba demasiado lesionado para competir en la tercera Triplemanía de 1994 y por lo tanto el título se le dio a Blue Panther por default. No está claro si AAA eligió manejar el cambio de título de esta manera porque Octagón resultó legítimamente lesionado, o si de hecho fue parte de la rivalidad. Lo que se sabe es que Octagón estaba lo suficientemente sano como para subir al ring el 23 de julio de 1994 y perder los títulos de Parejas ante Guerrero y Love Machine. El combate se planificó para que el cambio de título no fuera limpio, Los Gringos Locos hicieron trampa para ganar los cinturones sumando al "calor". La rivalidad entre Los Gringos y Octagón e Hijo del Santo fue una de las fuerzas impulsoras y principales puntos de venta del primer PPV de lucha libre producido por una compañía de lucha libre en México, When Worlds Collide.
El combate no fue diseñado para defender el título; en cambio, la compañía puso en juego el premio más grande que un luchador mexicano puede ganar. Hicieron que fuera un Luchas de Máscaras contra Cabelleras. Originalmente se planeó que fuera la máscara de El Hijo del Santo y el cabello de Eddy Guerrero en la línea en un combate individual, con Octagón y Love Machine actuando como segundos fuera del ring. Sin embargo, algún tiempo antes del programa, se convirtió en una lucha por equipos en la que Octagón y Santo apostaron sus máscaras, y Guerrero y Love Machine apostaron su cabello. Los dos equipos produjeron un partido bien recibido y muy respetado que terminó cuando El Hijo del Santo cubrió a Eddy Guerrero en la última caída. Después del partido, la multitud observó y aplaudió a los cuatro hombres mientras Guerrero y Love Machine se afeitaban el pelo. El combate recibió una calificación de cinco estrellas de Dave Meltzer del Wrestling Observer Newsletter. Poco después del programa, Love Machine, (nombre real Art Barr) murió por causas desconocidas que terminaron la historia. El Campeones Mundiales en Parejas de AAA quedó vacante después de la muerte de Barr, pero AAA nunca coronó a nuevos campeones.
A mediados de la década de 1990, Antonio Peña creó una versión mini de Octagón llamada Octagoncito, y en 1995, Peña y AAA decidieron que era hora de sacar provecho una vez más de Octagón, esta vez creando un personaje de "Enemigo mortal" para que Octagón funcionara. con. En mayo de 1995, se presentó Pentagón, luciendo y actuando muy parecido a Octagón con solo pequeñas diferencias en la máscara. Dado que estaba enmascarado, era fácil para AAA utilizar a un luchador conocido, que había jugado su truco y comerciabilidad anteriores, para interpretar el papel. Eligieron a un luchador conocido como Espanto, Jr. para interpretar el papel, dándole a Octagón su siguiente historia. Inicialmente, los dos se enfrentaron en partidos de parejas de seis u ocho hombres como una forma de generar tensión para los partidos de individuales más adelante en la historia. Su primer encuentro llegó en Triplemania III, el primero de los grandes shows de AAA de 1995, cuando Octagon se asoció con Konnan, Perro Aguayo y La Parka para derrotar a Cien Caras, Máscara Año 2000, Pentagon y Jerry Estrada aunque sin que Octagón fuera el que ganó el partido sobre Pentagón, dónde tiempo después en TripleManía 5 le ganará la máscara a pentágon en una lucha de apuestas, acabando así la rivalidad con su némesis.

### Circuito independiente (2014-presente)
En diciembre de 2014, Octagón anunció que estaba demandando a AAA por dinero que afirmaba que le debía la empresa. Cuando AAA presentó un segundo Octagón Jr. en marzo de 2016, Octagón volvió a amenazar la empresa con una demanda. El 10 de abril de 2016, Octagón apareció durante una firma de autógrafos de Octagón Jr. y lo desenmascaró. Tres días después, Octagón presentó a su propio Octagón Jr. o Hijo de Octagón, quien afirmó que era su hijo. Esta afirmación fue luego disputada con fuentes que indicaban que el nuevo Hijo de Octagón era en realidad un luchador independiente de la Ciudad de México y no el hijo biológico de Octagón.
El 4 de septiembre de 2017, durante un show de Arena Puebla, Octagon se asoció con Volador Jr. y Mistico para derrotar a Último Guerrero, Satoshi Kojima y Gran Guerrero.
En 2019 anunció que había ganado el proceso por el personaje a AAA, y que se quedaría con él. Continuó trabajando con el nombre en el ámbito independiente y también tuvo su retorno al CMLL, la empresa que lo hizo saltar a la fama.

## Filmografía
A principios de la década de 1990, el género cinematográfico de Lucha Libre experimentó un renacimiento con la producción de varias películas, protagonizadas por la nueva generación de Luchadores. Octagón interpretó o protagonizó tres películas en 1991 y 1992:
| Año  | Título                          | Rol      | Notas |
| ---- | ------------------------------- | -------- | ----- |
| 1991 | La Fuerza Bruta                 | Él mismo |       |
| 1991 | Lucha a Muerte                  | Él mismo |       |
| 1992 | Octagon y Atlantis, La Revancha | Él mismo |       |

## Campeonatos y logros
- Asistencia Asesoría y Administración
  - Campeonato Mundial en Parejas de AAA (1 vez e inaugural) – con El Hijo del Santo
  - Campeonato Nacional de Peso Medio (1 vez, último)
  - Campeonato Nacional en Parejas (1 vez) – con La Parka
  - Campeonato Nacional de Tríos (1 vez) – con Rey Misterio Jr. & Super Muñeco
  - Salón de la Fama AAA (2011)

- Consejo Mundial de Lucha Libre
  - Campeonato Nacional de Tríos (1 vez) – con Atlantis & Máscara Ságrada

- Wrestling Observer Newsletter
  - Lucha 5 estrellas (1994) con El Hijo del Santo vs. Los Gringos Locos (Eddy Guerrero & Love Machine) en When Worlds Collide el 6 de noviembre